# Купер, Лерой Гордон
Лерой Гордон Купер (англ. Leroy Gordon Cooper; 6 марта 1927, Шони, штат Оклахома — 4 октября 2004, Вентура, штат Калифорния) — американский астронавт. Самый молодой из первого отряда астронавтов США.

## Биография
После окончания школы в 1945 году Купер вступил в корпус морской пехоты США. Однако, прежде чем Купер попал в район боевых действий на Тихом океане, Вторая мировая война закончилась.
В 1946 году Купер покинул службу в морской пехоте и уехал на Гавайские острова, где уже жили его родители. Купер поступил в Гавайский университет.
29 августа 1947 года Купер женился на Труди Олсон (англ. Trudy B. Olson). Позже он развёлся со своей первой женой и 6 мая 1972 года вторично женился на Сюзан Тейлор (англ. Suzan Taylor).
В 1949 году Купер поступил на службу в ВВС США и обучался лётному делу в Техасе и в Аризоне. С 1950 по 1954 годы Купер служил пилотом в Германии.
В 1954 году Купер вернулся в США и продолжил учёбу в Технологическом институте ВВС в штате Огайо. После окончания института Купер служил лётчиком-испытателем на Военно-воздушной базе Эдвардс в Калифорнии.

## Карьера астронавта

### Программа «Меркурий»
Среди 110 избранных лучших пилотов Америки Гордон Купер был приглашён для участия в программе «Меркурий» — первой американской программе пилотируемых космических полётов.
9 апреля 1959 года первый отряд американских астронавтов был представлен общественности. В первый отряд были отобраны семь астронавтов. Среди выбранных был и Гордон Купер. Эта семёрка астронавтов была названа «Меркурий 7» (англ. Mercury-Seven) или «Первая семёрка» (англ. Original-Seven). Вместе с Купером в «Первую семёрку» вошли: Скотт Карпентер, Вирджил Гриссом, Джон Гленн, Уолтер Ширра, Алан Шепард и Дэйк Слейтон.
27 июня 1962 года Гордон Купер был назначен дублёром Уолтера Ширра для полёта на корабле «Меркурий-Атлас-8». Этот полёт состоялся 3 октября 1962 года.
13 ноября 1962 года Купер был назначен пилотом для последнего пилотируемого полёта по программе «Меркурий». Корабль Купера назывался «Меркурий-Атлас-9» — Фэйт-7 (англ. Faith 7), что в переводе означает «доверие» или «вера». Дублёром Купера был назначен Алан Шепард.
15 мая 1963 года «Меркурий-Атлас-9» был выведен на орбиту ракетой-носителем «Атлас». Полёт Купера продолжался 1 сутки 10 часов 19 минут и 49 секунд. За это время Купер 22 раза облетел Землю. Полёт Купера продолжался дольше, чем все предыдущие пять, вместе взятых, американских пилотируемых космических полётов. Купер был первым американским астронавтом, который провёл в космосе более суток и спал в космосе. Полёт, однако, сопровождался множеством неполадок, и Купер был вынужден запускать тормозные двигатели вручную. «Фэйт 7» приводнился в Тихом океане. Это был последний полёт по программе «Меркурий». Хотя планировался ещё один полёт по этой программе, пилотом для которого был назначен Шепард, а дублёром Купер. Но НАСА отказалось от этого полёта, сконцентрировав все усилия на новой программе пилотируемых полётов — «Джемини».

### Программа «Джемини»
В рамках программы «Джемини» Гордон Купер совершил один космический полёт, совместно с Чарльзом Конрадом, на корабле «Джемини-5». Полёт продолжался с 21 по 29 августа 1965 года. Продолжительность полёта составила 7 суток 22 часа 55 минут и 14 секунд. Корабль совершил 120 оборотов вокруг Земли. В то время это был самый продолжительный космический полёт. В этом полете американцы установили рекорд продолжительности космического полёта, который до этого принадлежал советскому космонавту Валерию Быковскому.
Гордон Купер стал родоначальником космических эмблем. «В отместку» на запрет НАСА давать космическим кораблям собственные имена,
командир «Джемини-5» придумал эмблему, отсылающую к истории освоения Дикого Запада. Правда, надпись «8 дней или провал» пришлось прикрыть куском ткани — администратор НАСА запретил до полёта разглашать его запланированную продолжительность.
Гордон Купер стал первым в мире астронавтом, совершившим два орбитальных космических полёта. До него на «Джемини-3» повторно летал Вирджил Гриссом, однако его первый суборбитальный космический полёт на «Меркурии» по стандартам ФАИ космическим не признаётся, и официально рекорд достался Куперу.
Купер был также дублёром командира экипажа «Джемини-12».

### Программа «Аполлон»
В 1969 году Гордон Купер был дублёром командира корабля «Аполлон-10» Томаса Стаффорда. Гордон Купер был претендентом на полёт на корабле «Аполлон-13», однако командиром на «Аполлон-13» был назначен Джеймс Ловелл.

## После НАСА
Гордон Купер покинул НАСА и службу в ВВС в 1970 году. После этого он занимался бизнесом.
Купер также интересовался проблемами НЛО. Описал своё собственное наблюдение посадки и взлёта неопознанного летающего объекта на авиабазе Эдвардс в 1957 году.
В 1985 году Гордон Купер говорил: «Я верю, что внеземные корабли с экипажами посещали нашу планету. Эти внеземные корабли в техническом отношении более совершенны, чем наши нынешние корабли. Я думаю, что мы нуждаемся в согласованной на самом высоком уровне программе координации сбора и анализа информации во всем мире об НЛО, и выработки стратегии вступления в дружеские контакты с этими визитёрами. Долгие годы я жил в обстановке секретности, в которой жили также все астронавты. Сегодня я могу раскрыть секрет, что каждый день радары в США засекают объекты, форма и конструкция которых нам неизвестны».
Гордон Купер умер после долгой болезни Паркинсона 4 октября 2004 года в своём доме, в Калифорнии, в возрасте 77 лет.
Купер был дважды женат, у него было четыре дочери.
Включён в Зал славы астронавтов.